# Nokia 2652
Il Nokia 2652 è un telefono cellulare GSM Nokia, commercializzato nel 2005. È stato uno dei pochissimi cellulari Nokia a "forma di conchiglia", e ottenne grande popolarità principalmente per il suo prezzo contenuto.
Si distingue dal Nokia 2650 per la scocca diversa e per alcune piccole differenze nel software. È comunque possibile digitare *#0000# per capire di quale modello si tratta.

## Caratteristiche
- Dimensioni: 85 x 46 x 23 mm
- Massa: 96 g
- Risoluzione display: 128 x 128 pixel a 4096 colori
- Durata batteria in conversazione: 3 ore
- Durata batteria in standby: 300 ore (12 giorni)